# Zona crepusculară (serial din 1959, sezonul 5)
Al cincilea și ultimul sezon al serialului Zona crepusculară a fost difuzat într-o zi de vineri, între 21:30-22:00 (EST) pe canalul CBS, în perioada 27 septembrie 1963 - 19 iunie 1964. Introducerea a fost identică cu cea utilizată în sezonul precedent, dar s-a revenit la formatul inițial de jumătate de oră. O versiune color a introducerii a fost folosită ulterior pentru Zona crepusculară: Filmul.

## Episoadele
| Nr. | Episodul | Titlu                                          | Regizat de          | Scris de                                                                             | Data difuzării     | Cod de producție |
| --- | -------- | ---------------------------------------------- | ------------------- | ------------------------------------------------------------------------------------ | ------------------ | ---------------- |
| 121 | 1        | „In Praise of Pip"                             | Joseph M. Newman    | Rod Serling                                                                          | 27 septembrie 1963 | 2607             |
| |          |                                                |                     |                                                                                      |                    |                  |
| 122 | 2        | „Steel⁠(d)"                                     | Don Weis            | Richard Matheson                                                                     | 4 octombrie 1963   | 2602             |
| |          |                                                |                     |                                                                                      |                    |                  |
| 123 | 3        | „Nightmare at 20,000 Feet"                     | Richard Donner      | Richard Matheson                                                                     | 11 octombrie 1963  | 2605             |
| Notă: Un remake a fost realizat în segmentul IV din Zona crepusculară: Filmul, regizat de George Miller. De asemenea, povestea stă la baza episodului „Nightmare at 30,000 Feet” din sezonul patru al serialului. |          |                                                |                     |                                                                                      |                    |                  |
| 124 | 4        | „A Kind of a Stopwatch"                        | John Rich           | Based on a story by : Michael D. Rosenthal Adaptată de : Rod Serling                 | 18 octombrie 1963  | 2609             |
| |          |                                                |                     |                                                                                      |                    |                  |
| 125 | 5        | „The Last Night of a Jockey"                   | Joseph M. Newman    | Rod Serling                                                                          | 25 octombrie 1963  | 2616             |
| |          |                                                |                     |                                                                                      |                    |                  |
| 126 | 6        | „Living Doll⁠(d)"                               | Richard C. Sarafian | Charles Beaumont                                                                     | 1 noiembrie 1963   | 2621             |
| |          |                                                |                     |                                                                                      |                    |                  |
| 127 | 7        | „The Old Man in the Cave"                      | Alan Crosland, Jr.  | Bazată pe scurta povestire "The Old Man" de : Henry Slesar Adaptată de : Rod Serling | 8 noiembrie 1963   | 2603             |
| |          |                                                |                     |                                                                                      |                    |                  |
| 128 | 8        | „Uncle Simon"                                  | Don Siegel          | Rod Serling                                                                          | 15 noiembrie 1963  | 2604             |
| |          |                                                |                     |                                                                                      |                    |                  |
| 129 | 9        | „Probe 7, Over and Out"                        | Ted Post            | Rod Serling                                                                          | 29 noiembrie 1963  | 2622             |
| |          |                                                |                     |                                                                                      |                    |                  |
| 130 | 10       | „The 7th Is Made Up of Phantoms"               | Alan Crosland Jr.   | Rod Serling                                                                          | 6 decembrie 1963   | 2606             |
| |          |                                                |                     |                                                                                      |                    |                  |
| 131 | 11       | „A Short Drink from a Certain Fountain"        | Bernard Girard      | Bazată pe o povestire de: Lou Holz Adaptată de : Rod Serling                         | 13 decembrie 1963  | 2614             |
| |          |                                                |                     |                                                                                      |                    |                  |
| 132 | 12       | „Ninety Years Without Slumbering"              | Roger Kay           | Povestire de: George Clayton Johnson Adaptată de : Richard De Roy                    | 20 decembrie 1963  | 2615             |
| |          |                                                |                     |                                                                                      |                    |                  |
| 133 | 13       | „Ring-a-Ding Girl"                             | Alan Crosland, Jr.  | Earl Hamner, Jr.                                                                     | 27 decembrie 1963  | 2623             |
| |          |                                                |                     |                                                                                      |                    |                  |
| 134 | 14       | „You Drive”                                    | John Brahm          | Earl Hamner, Jr.                                                                     | 3 ianuarie 1964    | 2625             |
| |          |                                                |                     |                                                                                      |                    |                  |
| 135 | 15       | „The Long Morrow"                              | Robert Florey       | Rod Serling                                                                          | 10 ianuarie 1964   | 2624             |
| |          |                                                |                     |                                                                                      |                    |                  |
| 136 | 16       | „The Self-Improvement of Salvadore Ross"       | Don Siegel          | Bazată pe o scurtă povestire de : Henry Slesar Adaptată de : Jerry McNeely           | 17 ianuarie 1964   | 2612             |
| |          |                                                |                     |                                                                                      |                    |                  |
| 137 | 17       | „Number 12 Looks Just Like You"                | Abner Biberman      | Charles Beaumont and John Tomerlin                                                   | 24 ianuarie 1964   | 2618             |
| |          |                                                |                     |                                                                                      |                    |                  |
| 138 | 18       | „Black Leather Jackets"                        | Joseph M. Newman    | Earl Hamner, Jr.                                                                     | 13 ianuarie 1964   | 2628             |
| |          |                                                |                     |                                                                                      |                    |                  |
| 139 | 19       | „Night Call"                                   | Jacques Tourneur    | Richard Matheson                                                                     | 7 februarie 1964   | 2610             |
| Episodul urma să fie difuzat pe 22 noiembrie 1963, însă a fost reprogramat din cauza asasinării lui John F. Kennedy.                                                                                              |          |                                                |                     |                                                                                      |                    |                  |
| 140 | 20       | „From Agnes – With Love"                       | Richard Donner      | Bernard C. Schoenfeld                                                                | 14 februarie 1964  | 2629             |
| |          |                                                |                     |                                                                                      |                    |                  |
| 141 | 21       | „Spur of the Moment⁠(d)"                        | Elliot Silverstein  | Richard Matheson                                                                     | 21 februarie 1964  | 2608             |
| |          |                                                |                     |                                                                                      |                    |                  |
| 142 | 22       | „An Occurrence at Owl Creek Bridge"            | Robert Enrico       | Povestire de : Ambrose Bierce Adaptată de : Robert Enrico                            | 28 februarie 1964  | N/A              |
| |          |                                                |                     |                                                                                      |                    |                  |
| 143 | 23       | „Queen of the Nile"                            | John Brahm          | Charles Beaumont                                                                     | 6 martie 1964      | 2626             |
| |          |                                                |                     |                                                                                      |                    |                  |
| 144 | 24       | „What's in the Box"                            | Richard L. Bare     | Martin M. Goldsmith                                                                  | 13 martie 1964     | 2635             |
| |          |                                                |                     |                                                                                      |                    |                  |
| 145 | 25       | „The Masks"                                    | Ida Lupino          | Rod Serling                                                                          | 20 martie 1964     | 2601             |
| |          |                                                |                     |                                                                                      |                    |                  |
| 146 | 26       | „I Am the Night—Color Me Black"                | Abner Biberman      | Rod Serling                                                                          | 27 martie 1964     | 2630             |
| |          |                                                |                     |                                                                                      |                    |                  |
| 147 | 27       | „Sounds and Silences"                          | Richard Donner      | Rod Serling                                                                          | 3 aprilie 1964     | 2631             |
| |          |                                                |                     |                                                                                      |                    |                  |
| 148 | 28       | „Caesar and Me"                                | Robert Butler       | Adele T. Strassfield                                                                 | 10 aprilie 1964    | 2636             |
| |          |                                                |                     |                                                                                      |                    |                  |
| 149 | 29       | „The Jeopardy Room"                            | Richard Donner      | Rod Serling                                                                          | 17 aprilie 1964    | 2639             |
| |          |                                                |                     |                                                                                      |                    |                  |
| 150 | 30       | „Stopover in a Quiet Town" „Strangers in Town" | Ron Winston         | Earl Hamner, Jr.                                                                     | 24 aprilie 1964    | 2611             |
| |          |                                                |                     |                                                                                      |                    |                  |
| 151 | 31       | „The Encounter⁠(d)"                             | Robert Butler       | Martin M. Goldsmith                                                                  | 1 mai 1964         | 2640             |
| |          |                                                |                     |                                                                                      |                    |                  |
| 152 | 32       | „Mr. Garrity and the Graves"                   | Ted Post            | Bazată pe o scurtă povestire de: Mike Korologos Adaptată de : Rod Serling            | 8 mai 1964         | 2637             |
| |          |                                                |                     |                                                                                      |                    |                  |
| 153 | 33       | „The Brain Center at Whipple's"                | Richard Donner      | Rod Serling                                                                          | 15 mai 1964        | 2632             |
| |          |                                                |                     |                                                                                      |                    |                  |
| 154 | 34       | „Come Wander with Me"                          | Richard Donner      | Anthony Wilson                                                                       | 22 mai 1964        | 2641             |
| |          |                                                |                     |                                                                                      |                    |                  |
| 155 | 35       | „The Fear"                                     | Ted Post            | Rod Serling                                                                          | 29 mai 1964        | 2633             |
| |          |                                                |                     |                                                                                      |                    |                  |
| 156 | 36       | „The Bewitchin' Pool"                          | Joseph M. Newman    | Earl Hamner, Jr.                                                                     | 19 iunie 1964      | 2619             |
| |          |                                                |                     |                                                                                      |                    |                  |